# Подільське церковне історико-археологічне товариство
Подільське церковне історико-археологічне товариство (до 1890 року — Комітет для історико-статистичного опису Подільської єпархії, до 1903 року — Подільський єпархіальний історико-статистичний комітет) — церковно-наукова інституція, яка була створена при єпархіальному управлінні на базі Кам'янець-Подільської духовної семінарії і об'єднувала істориків та краєзнавців. Існувало в 1865—1920 роках. З 1890 року при товаристві (комітеті) функціонувало давньосховище (історико-етнографічний музей), етнографічна колекція якого 1909 становила понад 7,6 тис. одиниць зберігання. Зусиллями товариства на межі 19—20 ст. була зібрана і збережена для історії унікальна колекція метричних книг церков Поділля 18 — початку 19 ст. (понад 1,5 тис. одиниць зберігання). Товариство видавало свої «Труды» (вип. 1—12, 1876—1916, за редакцією М. Яворовського та Ю. Сіцінського), в яких друкувало документи й наукові дослідження щодо історії православної та унійної церков на Поділлі, історії цехів, історико-статистичні описи церковних парафій (вип. 9, 1901 увінчав собою більш ніж трирічну титанічну працю членів товариства над укладанням безцінних у краєзнавчому відношенні описів усіх парафій Подільської губернії) тощо. Діяльними членами товариства були П. Вікул, М. Доронович, О. Неселовський, М. Орловський, О. Прусевич, М. Симашкевич, Ю. Сіцінський, М. Яворовський та ін.